# Konačni automat
Konačni automat (još i konačni stroj, automat konačnih stanja) je diskretni matematički model koji se sastoji od konačnog broja stanja, prijelaza između tih stanja, i akcija koje obavlja.

## Koncepti i vokabular
Stanje sprema informacije o prošlosti, tj. odražava promjene na ulazu od početka sustava do sadašnjosti. Prijelaz indicira promjenu stanja i opisan je uvjetom koji treba biti zadovoljen da bi se prijelaz omogućio. Akcija je opis aktivnosti koja treba biti obavljena u danom trenutku. Postoji nekoliko tipova akcija, ovisno o tipu automata:
Akcija ulaskaizvrši akciju za vrijeme ulaska u stanje
Akcija izlaskaizvrši akciju za vrijeme izlaska iz stanja
Ulazna akcijaizvrši akciju ovisno o trenutnom stanju i ulaznim uvjetima
Prijelazna akcijaizvrši akciju dok se obavlja određeni prijelaz
Konačni automati su najčešće predstavljeni dijagramom stanja ili tablicom prijelaza. Najuobičajenija reprezentacija prikazana je u nastavku odlomka: kombinacija trenutnog stanja (B) i uvjeta (Y) uzrokuje prijelaz u sljedeće stanje (C). Potpune informacije o akcijama mogu biti dodane samo preko fusnota. Definicija konačnog automata koja uključuje potpune informacije o akcijama je moguća koristeći tablice prijelaza.
| Trenutno stanje/ Uvjet | Stanje A | Stanje B | Stanje C |
| Uvjet X                | ...      | ...      | ...      |
| Uvjet Y                | ...      | Stanje C | ...      |
| Uvjet Z                | ...      | ...      | ...      |

Pored uporabe u modeliranju reaktivnih sustava poput onih ovdje predstavljenih, uporaba konačnih automata je značajna u mnogim različitim područjima, uključujući elektrotehniku, lingvistiku, računarstvo, filozofiju, biologiju, matematiku i logiku. Konačni automati su klasa automata proučavana u teoriji automata i teoriji računanja
U računarstvu, konačni automati se koriste za modeliranje ponašanja aplikacije, dizajn digitalnih sustava, programsko inženjerstvo, jezične procesore, mrežne protokole te proučavanje računanja i jezika.

## Razredba
Postoje dvije različite skupine: prihvatitelji/priznavatelji i transduktori.

### Prihvatitelji i prepoznavatelji
Prihvatitelji i prepoznavatelji (također i slijedni detektori) stvaraju binarni izlaz, govoreći da ili ne kao odgovor na pitanje prihvaća li stroj ulaz ili ne. Za sva stanja konačnog automata kažemo da su ili prihvatljiva ili neprihvatljiva. U trenutku kad je sav ulaz obrađen, ako je trenutno stanje prihvatljivo, ulaz je prihvaćen; inače je odbijen. U pravilu su ulazi simboli (karakteri); akcije se ne koriste. Primjer na slici 2 prikazuje konačni automat koji prihvaća engl. riječ nice - u ovom konačnom automatu jedino prihvatljivo stanje je pod brojem 7.
Stroj može biti opisan i definiranjem jezika koji bi sadržavao sve riječi koje stroj prihvaća i nijednu od onih koje odbija; kažemo da tada taj jezik stroj prihvaća. Prema definiciji, jezik koji prihvaća neki konačni automat je regularni jezik, odnosno jezik je regularan ako postoji neki konačni automat koji ga prihvaća (usp. Kleenejev teorem).

#### Početno stanje
Početno je stanje obično naznačeno strelicom koja "pokazuje ni od kuda" (Sipser (2006.) str. 34)

#### Prihvatljivo stanje
Prihvatljivo stanje (ponekad se naziva i prihvaćajuće stanje) je stanje u kojem je stroj uspješno obavio svoj namjenski postupak. Obično je predstavljen dvostruko koncentričnim krugom.
Primjer prihvatljivog stanja se pojavljuje na lijevoj strani ovog dijagrama determinističkog konačnog automata koji odlučuje sadrži li binarni ulaz paran broj znamenki 0.
S1 (koji je također i početno stanje) indicira stanje u kojem je pročitan paran broj znamenki 0 te je stoga definiran i kao prihvatljivo stanje.

### Transduktori
Transduktori generiraju izlaz na osnovu danog ulaza i/ili stanja koristeći akcije. Koriste se za upravljačke primjene. Ovdje razlikujemo dvije vrste:
Mooreov automatKonačni automat koristi samo akcije ulaska, tj. izlaz ovisi samo o stanju. Prednost Mooreovog modela jest pojednostavljenje ponašanja. Primjer na slici 3 prikazuje Mooreov konačni automat vrata lifta. Stroj stanja prepoznaje dvije naredbe: command_open i command_close koje okidaju promjene stanja. Akcija ulaska (E:) u stanju Opening pokreće motor koji otvara vrata, akcija ulaska u stanju Closing pokreće motor u drugom smjeru zatvarajući vrata. Stanja Opened i Closed ne obavljanju nikakve akcije, već samo služe za signalizaciju vanjskom svijetu (npr. ostalim strojevima stanja) situacije: "vrata su zatvorena" ili "vrata su otvorena".
Mealyev automatKonačni automat koristi samo ulazne akcije, tj. izlaz ovisi o ulazu i stanju. Uporaba Mealyjevog automata često vodi ka redukciji broja stanja. Primjer na slici 4 pokazuje Mealyjev konačni automat koji ostvaruje isto ponašanje kao i onaj u primjeru Mooreovog automata (ponašanje ovisi o izvršnom modelu ostvarenog konačnog automata i radit će za npr. virtualni KA ali ne i za događajem upravljani KA). Dvije su ulazne akcije (I:): "pokreni motor za zatvoriti vrata ako dođe naredba command_close" i "pokreni motor u drugom smjeru za otvoriti vrata ako dođe naredba command_open".
U praksi se koriste miješani modeli
Više se detalja o razlikama i uporabi Mooreovih i Mealyjevih modela, uključujući izvodivi primjer, može naći u vanjskoj tehničkoj bilješki "Mooreov ili Mealyjev model?"
Daljnja je razlika između determinističkih (DKA) i nedeterminističkih (NKA, PNKA) automata. U determinističkim automatima, za svako stanje postoji točno jedan prijelaz za svaki mogući ulaz. U nedeterminističkim automatima može postojati više od jednog prijelaza za dani ulaz. Ova je razlika važna u praksi, ali ne i u teoriji, jer postoji algoritam koji može pretvoriti svaki NKA u istovjetni DKA, iako ova pretvorba obično znatno poveća složenost automata.
Konačni se automat sa samo jednim stanjem zove kombinatorni konačni automat i koristi samo ulazne akcije. Ovaj koncept je koristan u slučajevima kada se zahtijeva da više konačnih automata rade zajednički, te kad je zgodno razmatrati samo čisto kombinatorni dio kao oblik konačnog automata kako bi se prilagodilo alatima za dizajniranje.

## Logika konačnog automata
Sljedeće stanje i izlaz konačnog automata je funkcija ulaza i trenutnog stanja. Logika konačnog automata je prikazana na slici 5.

## Matematički model
Ovisno o tipu postoji nekoliko definicija. Konačni automat prihvatitelj je petorka {\displaystyle (\Sigma ,S,s_{0},\delta ,F)}, gdje:
- {\displaystyle \Sigma } je ulazna abeceda (konačan neprazan skup simbola).
- {\displaystyle S} je konačan neprazan skup stanja.
- {\displaystyle s_{0}} je početno stanje, element skupa {\displaystyle S}. U nedeterminističkom konačnom automatu, {\displaystyle s_{0}} je skup početnih stanja.
- {\displaystyle \delta } je funkcija prijelaza: {\displaystyle \delta :S\times \Sigma \rightarrow S}.
- {\displaystyle F} je skup konačnih stanja, (potencijalno prazan) podskup od {\displaystyle S}.

Transduktorski konačni automat je šestorka {\displaystyle (\Sigma ,\Gamma ,S,s_{0},\delta ,\omega )}, gdje:
- {\displaystyle \Sigma }  je ulazna abeceda (konačan neprazan skup simbola).
- {\displaystyle \Gamma } je izlazna abeceda (konačan neprazan skup simbola).
- {\displaystyle S} je konačan neprazan skup stanja.
- {\displaystyle s_{0}} je početno stanje, element skupa {\displaystyle S}. U nedeterminističkom konačnom automatu, {\displaystyle s_{0}} je skup početnih stanja.
- {\displaystyle \delta } je funkcija prijelaza: {\displaystyle \delta :S\times \Sigma \rightarrow S}.
- {\displaystyle \omega } je izlazna funkcija.

Ako je izlazna funkcija funkcija stanja i ulazne abecede({\displaystyle \omega :S\times \Sigma \rightarrow \Gamma }), tad ta definicija odgovora Mealyjevom modelu. Ako izlazna funkcija ovisi samo o stanju ({\displaystyle \omega :S\rightarrow \Gamma }), tad ta definicija odgovora Mooreovom moelu. Konačni automat bez izlazne funkcije je poznat kao poluautomat ili prijelazni sustav.

## Optimizacija
Optimiziranje konačnog automata znači pronalaženje stroja s minimalnim brojem stanja koji obavlja istu funkciju. Jedna je mogućnost korištenja implikacijske tablice ili Mooreova redukcijskog postupka. Druga je mogućnost odozdorni algoritam za acikličke konačne automate  Arhivirana inačica izvorne stranice od 17. veljače 2020. (Wayback Machine).

## Implementacija

### Sklopovske primjene
U digitalnim krugovima, konačni automat može biti načinjen koristeći programibilni logički uređaj, programibilni logički kontroler, logička vrata i bistabile ili releje. Konkretnije, sklopovsko ostvarenje zahtijeva registar za pohranjivanje varijabli stanja, blok kombinatorne logike koji određuje prijelaz stanja i drugi blok kombinatorne logike koji određuje izlaz konačnog automata. Jedan od klasičnih sklopovskih ostvarenja jest Richardov kontroler.

### Programske primjene
Sljedeći su koncepti često rabljeni za razvoj programske podrške konačnim automatima:
- Događajem upravljan konačni automat
- Virtualni konačni automat (VKA)
- Programiranje zasnovano na automatima

## Vanjske poveznice
- Opis iz Free On-Line Dictionary of Computing[neaktivna poveznica]
- unos u NIST rječniku algoritama i podatkovnih struktura
- Hijerarhijski strojevi stanja

### Općenito
- Wagner, F., "Modeling Software with Finite State Machines: A Practical Approach", Auerbach Publications, 2006, ISBN 0-8493-8086-3.
- Cassandras, C., Lafortune, S., "Introduction to Discrete Event Systems". Kluwer, 1999, ISBN 0-7923-8609-4.
- Timothy Kam, Synthesis of Finite State Machines: Functional Optimization. Kluwer Academic Publishers, Boston 1997, ISBN 0-7923-9842-4
- Tiziano Villa, Synthesis of Finite State Machines: Logic Optimization. Kluwer Academic Publishers, Boston 1997, ISBN 0-7923-9892-0
- Carroll, J., Long, D., Theory of Finite Automata with an Introduction to Formal Languages. Prentice Hall, Englewood Cliffs, 1989.
- Kohavi, Z., Switching and Finite Automata Theory. McGraw-Hill, 1978.
- Gill, A., Introduction to the Theory of Finite-state Machines. McGraw-Hill, 1962.
- Ginsburg, S., An Introduction to Mathematical Machine Theory. Addison-Wesley, 1962.

### Konačni automati (teorija automata) u teoretskom računarstvu
- Arbib, Michael A. 1969. Theories of Abstract Automata. 1st ed. izdanje. Prentice-Hall, Inc.. Englewood Cliffs, N.J.. ISBN 0-13-913368-2 |edition= sadrži dodatni tekst (pomoć)
- Bobrow, Leonard S.; Arbib, Michael A. 1974. Discrete Mathematics: Applied Algebra for Computer and Information Science. 1st ed. izdanje. W. B. Saunders Company, Inc.. Philadelphia. ISBN 0-7216-1768-9 |edition= sadrži dodatni tekst (pomoć)
- Booth, Taylor L. 1967. Sequential Machines and Automata Theory. 1st izdanje. John Wiley and Sons, Inc.. New York. Library of Congress Card Catalog Number 67-25924 Opširna knjiga namijenjena specijalistima, napisana i za teoretske računalne znanstvenike i za električne inženjere. Uključuje detaljna objašnjenja tehnika minimizacije stanja, KA, Turingovih strojeva, Markovljevih procesa i neodlučivosti. Izvrstan tretman Markovljevih procesa.
- Boolos, George; Jeffrey, Richard. 1989, 1999. Computability and Logic. 3rd ed. izdanje. Cambridge University Press. Cambridge, England. ISBN 0-521-20402-X Provjerite vrijednost datuma u parametru: |year= (pomoć); |edition= sadrži dodatni tekst (pomoć) Izvrsna knjiga. Izdaje se opetovano u različitim edicijama od 1974. (1974., 1980., 1989., 1999.).
- Brookshear, J. Glenn. 1989. Theory of Computation: Formal Languages, Automata, and Complexity. Benjamin/Cummings Publish Company, Inc.. Redwood City, California. ISBN 0-8053-0143-7 Pristupa Church-Turingovoj tezi iz tri kuta: razine konačnih automata kao prihvatitelja formalnih jezika, teorije primitivne i paricijalne rekurzije, te moći običnih programskih jezika u svrhu ostvarenja algoritama, sve u jednom debelom svesku.
- Davis, Martin; Sigal, Ron; Weyuker, Elaine J. 1994. Second Edition: Computability, Complexity, and Languages and Logic: Fundamentals of Theoretical Computer Science. 2nd ed. izdanje. Academic Press, Harcourt, Brace & Company. San Diego. ISBN 0-12-206382-1 |edition= sadrži dodatni tekst (pomoć)
- Hopcroft, John; Ullman, Jeffrey. 1979. Introduction to Automata Theory, Languages and Computation. 1st ed. izdanje. Addison-Wesley. Reading Mass. ISBN 0-201-02988-X |edition= sadrži dodatni tekst (pomoć) Teška knjiga usredotočena na probleme strojnog tumačenja formalnih jezika, NP-potpunosti itd.
- Hopcroft, John E.; Motwani, Rajeev; Ullman, Jeffrey D. 2001. Introduction to Automata Theory, Languages, and Computation. 2nd ed. izdanje. Addison-Wesley. Reading Mass. ISBN 0-201-44124-1 |edition= sadrži dodatni tekst (pomoć) Različita i nešto manje zastrašujuća od prvog izdanja.
- Hopkin, David; Moss, Barbara. 1976. Automata. Elsevier North-Holland. New York. ISBN 0-444-00249-9
- Kozen, Dexter C. 1997. Automata and Computability. 1st ed. izdanje. Springer-Verlag. New York. ISBN 0-387-94907-0 |edition= sadrži dodatni tekst (pomoć)
- Lewis, Harry R.; Papadimitriou, Christos H. 1998. Elements of the Theory of Computation. 2nd izdanje. Prentice-Hall. Upper Saddle River, New Jersey. ISBN 0-13-262478-8
- Linz, Peter. 2006. Formal Languages and Automata. 4th izdanje. Jones and Bartlett. Sudbury, MA. ISBN 978-0-7637-3798-6
- Minsky, Marvin. 1967. Computation: Finite and Infinite Machines. 1st izdanje. Prentice-Hall. New Jersey.  Minsky na stranicama 11-20 definira što je "stanje" u kontekstu konačnih automata. Njegov dijagram stanja je nekonvencijalan, Izvrsno, iako relativno čitljivo, ponekad čak i smiješno.
- Christos Papadimitriou. 1993. Computational Complexity. 1st edition izdanje. Addison Wesley. ISBN 0-201-53082-1 |edition= sadrži dodatni tekst (pomoć)
- Pippenger, Nicholas. 1997. Theories of Computability. 1st izdanje. Cambridge University Press. Cambridge, England. ISBN 0-521-55380-6 (hc) Provjerite vrijednost parametra |isbn=: invalid character (pomoć) Srž ovog teksta je apstraktna algebra, što je čini naprednijom i nešto manje pristušačnom od ostalih.
- Rodger, Susan; Finley, Thomas. 2006. JFLAP: An Interactive Formal Languages and Automata Package. 1st izdanje. Jones and Bartlett. Sudbury, MA. ISBN 0763738344
- Sipser, Michael. 2006. Introduction to the Theory of Computation, Second Edition. 2nd izdanje. Thomson Course Technology. Boston Mass. ISBN 0-534-95097-3 cf. Konačni automati u poglavlju 29.
- Wood, Derick. 1987. Theory of Computation. 1st izdanje. Harper & Row, Publishers, Inc.. New York. ISBN 0-06-047208-1

### Apstraktni strojevi stanja u teoretskom računarstvu
- Yuri Gurevich (2000), Sequential Abstract State Machines Capture Sequential Algorithms, ACM Transactions on Computational Logic, vl. 1, no. 1 (July 2000), pages 77–111. http://research.microsoft.com/~gurevich/Opera/141.pdf

### Strojno učenje koristeći algoritme zasnovane na konačnim automatima
- Mitchell, Tom M. 1997. Machine Learning. 1st izdanje. WCB/McGraw-Hill Corporation. New York. ISBN 0-07-042807-7 Širok prikaz iako temeljit i ponekad težak, namijenjen računalnim znanstvenicima i inženjerima. Poglavlje 13 Reinforcement Learning barata s robotskim učenjem koje uključuje algoritme poput onih zasnovanih na strojevima stanja.

### Sklopovsko inženjerstvo: minimizacija stanja i sinteza sekvencijalnih sklopova
- Booth, Taylor L. 1967. Sequential Machines and Automata Theory. 1st izdanje. John Wiley and Sons, Inc.. New York. Library of Congress Card Catalog Number 67-25924 Opširna knjiga namijenjena specijalistima, napisana i za teoretske računalne znanstvenike i za električne inženjere. Uključuje detaljna objašnjenja tehnika minimizacije stanja, KA, Turingovih strojeva, Markovljevih procesa i neodlučivosti. Izvrstan tretman Markovljevih procesa.
- Booth, Taylor L. 1971. Digital Networks and Computer Systems. 1st izdanje. John Wiley and Sons, Inc.. New York. ISBN 0-471-08840-4 Namijenjeno električnim inženjerima. Fokusiranije, manje zahtijevno od prethodne knjige. Njegov tretman računala je zastario. Zanimljiv pokušaj definiranja "algoritma".
- McCluskey, E. J. 1965. Introduction to the Theory of Switching Circuits. 1st izdanje. McGraw-Hill Book Company,Inc.. New York. Library of Congress Card Catalog Number 65-17394 Namijenjeno sklopovskim električnim inženjerima. Uključuje detaljna objašnjenja tehnika minimizacije stanja i tehnikama sinteze kombinatornih logičkih sklopova.
- Hill, Fredrick J.; Peterson, Gerald R. 1965. Introduction to the Theory of Switching Circuits. 1st izdanje. McGraw-Hill Book Company. New York. Library of Congress Card Catalog Number 65-17394 Namijenjeno sklopovskim električnim inženjerima. Izvrsna objašnjenja tehnika minimizacije stanja i tehnika sinteze kombinatornih i sekvencijalnih logičkih sklopova.

### Konačni Markovljevi ulančani procesi
"Možemo zamisliti Markovljeve lance kao proces koji se sukcesivno pomiču kroz slijed stanja s1, s2, ..., sr. ... ako je u stanju si tada se pomiče na sljedeće stanje sj s vjerojatnošću pij. Ove se vjerojatnosti mogu prikazati u obliku matrice prijelaza" (Kemeny (1959), str. 384)
Konačni procesi Markovljevih lanaca su poznati i kao podposmaci konačnog tipa.
- Booth, Taylor L. 1967. Sequential Machines and Automata Theory. 1st izdanje. John Wiley and Sons, Inc.. New York. Library of Congress Card Catalog Number 67-25924 Opširna knjiga namijenjena specijalistima, napisana i za teoretske računalne znanstvenike i za električne inženjere. Uključuje detaljna objašnjenja tehnika minimizacije stanja, KA, Turingovih strojeva, Markovljevih procesa i neodlučivosti. Izvrstan tretman Markovljevih procesa.
- Kemeny, John G.; Mirkil, Hazleton; Laurie Snell, J.; Thompson, Gerald L. 1959. Finite Mathematical Structures. 1st izdanje. Prentice-Hall, Inc.. Englewood Cliffs, N.J.. Library of Congress Card Catalog Number 59-12841 Klasik. cf. poglavlje 6 "Finite Markov Chains"